# Global Stadium Tour
(Claudio Todesco)
Il Global Stadium Tour, noto anche come Unlimited Love Tour  è stato il tour mondiale dei Red Hot Chili Peppers a supporto del loro dodicesimo e tredicesimo album in studio, Unlimited Love e Return of the Dream Canteen, usciti rispettivamente il 1º aprile e il 14 ottobre 2022.
Si tratta del sesto tour con la band per il chitarrista John Frusciante, il primo dallo Stadium Arcadium World Tour del 2006-2007, dopo essersi riunito al gruppo per la terza volta, il 15 dicembre 2019. Con questo tour mondiale, il gruppo è tornato sulle scene a distanza di circa tre anni dall'ultima volta, quando si esibì al Rock in Rio il 3 ottobre 2019.

## Canzoni suonate
| Album                       | Anno         | Canzone |
| --------------------------- | ------------ | --- |
| The Red Hot Chili Peppers   | 1984         | Mommy, Where's Daddy? (tease) |
| Freaky Styley               | 1985         | Sex Rap (tease) Thirty Dirty Birds (tease) |
| The Uplift Mofo Party Plan  | 1987         | Me and My Friends |
| Mother's Milk               | 1989         | Good Time Boys (tease) Higher Ground (tease) Nobody Weird Like Me Magic Johnson (tease)                                                                                         |
| Blood Sugar Sex Magik       | 1991         | Blood Sugar Sex Magik I Could Have Lied If You Have To Ask Give It Away Sir Psycho Sexy Suck My Kiss They're Red Hot Under the Bridge                                           |
| Coneheads: Soundtrack       | 1993         | Soul to Squeeze |
| One Hot Minute              | 1995         | Pea (cantata e suonata da Flea) |
| Californication             | 1999         | Around the World Californication Emit Remmus I Like Dirt Otherside Parallel Universe Right on Time Scar Tissue                                                                  |
| By the Way                  | 2002         | By the Way Can't Stop Don't Forget Me The Zephyr Song Throw Away Your Television Universally Speaking                                                                           |
| Stadium Arcadium            | 2006         | Charlie Dani California Hard to Concentrate Hey She's Only 18 Snow (Hey Oh) Strip My Mind Tell Me Baby Wet Sand                                                                 |
| Unlimited Love              | 2022         | Aquatic Mouth Dance Black Summer Here Ever After It's Only Natural One Way Traffic She's a Lover The Heavy Wing These Are the Ways Whatchu Thinkin' White Braids & Pillow Chair |
| Return of the Dream Canteen | 2022         | Carry Me Home Eddie Fake as Fu@k Reach Out The Drummer Tippa My Tongue |
| Altre                       | Heemi Lheemy | Heemi Lheemy |

Ad eccezione del concerto a Singapore (dove è stata suonata Fake as Fu@k), per aprire i loro concerti sono state alternate data dopo data Can't Stop, Around the World e Dani California (quest'ultima solo a partire dalla leg nord-americana del 2024). Il primo brano aveva già aperto gli show rispettivamente durante il Roll on the Red Tour (2004), lo Stadium Arcadium World Tour (2006-2007) e il The Getaway World Tour (2016-2017), il secondo lo aveva fatto durante il Californication Tour (1999-2000) e il The Getaway World Tour (2016-2017), mentre per il terzo si è trattato di un debutto in tal ruolo, se consideriamo solo i concerti tenutisi durante i tour; solo in occasione del secondo show in assoluto, tenutosi a Barcellona e nella data di West Valley City della leg nord-americana del 2024 Can't Stop ed Around the World sono state eseguite nella stessa scaletta. Le due canzoni sono sempre state introdotte da un intro jam, al termine della quale ha fatto seguito l'ingresso di Anthony Kiedis sul palco.
Nella prima leg europea e nord-americana, lo slot del secondo brano è sempre stato occupato da Dani California (fatta eccezione dello show inaugurale del tour di Siviglia, in cui è stata eseguita al suo posto Black Summer), cosa già accaduta durante lo Stadium Arcadium World Tour (2006-2007), parte dell'I'm With You World Tour (2011-2013), il tour del 2013-2014 e il The Getaway World Tour (2016-2017). A partire dalla leg oceaniana, Dani California si è alternata con The Zephyr Song, Scar Tissue e Universally Speaking; quest'ultima è tornata ad occupare il secondo posto della scaletta per la prima volta dal 2011.
Per la prima volta dal 2007, By the Way è stata scelta per chiudere i concerti nel 2022, mentre Give It Away (canzone conclusiva dei RHCP dal Roll on the Red Tour) è stata posizionata prima di ogni pausa; nel 2023 e nel 2024 le due canzoni si sono invertite di ruolo. Dopo il break, i Red Hot sono tornati sul palco suonando Under the Bridge, I Could Have Lied, Soul to Squeeze, Sir Psycho Sexy (seguita a ruota da They're Red Hot) e White Braids & Pillow Chair (quest'ultima solo in occasione del concerto di Bratislava).
Così come già accaduto spesso nei precedenti tour ai quali John Frusciante aveva preso parte, la band ha deciso di non proporre in scaletta nessun brano proveniente dagli album non pubblicati con il chitarrista newyorchese, fatta eccezione per Me & My Friends e Pea (cantata e suonata solo da Flea). Quasi tutti i brani eseguiti sono stati suonati con Frusciante per la prima volta dal 2007, anno della conclusione del suo precedente tour intrapreso con la band (Stadium Arcadium World Tour); le uniche eccezioni sono state I Like Dirt, The Zephyr Song e Universally Speaking, che il chitarrista non suonava dal 2004. Hard to Concentrate, invece, è stata suonata per la prima volta con Frusciante, dopo essere comparsa nelle scalette solo durante l'I'm With You World Tour e il The Getaway World Tour.
La cover dei Ramones Havana Affair, incisa dagli stessi Red Hot nel 2003, è stata riproposta per intero dal vivo per la prima volta dal 2009 in apertura di uno show promozionale in un conservatorio di Los Angeles il 14 ottobre 2023, per poi continuare ad essere costantemente inclusa nelle scalette della successiva leg sudamericana.
Presenza fissa in ogni tappa sono state Give It Away, Californication, By the Way e Black Summer.

### Cover
| Canzone                                                   | Artista                     |
| --------------------------------------------------------- | --------------------------- |
| "50 Ways to Leave Your Lover"                             | Paul Simon                  |
| "Another One Bites the Dust"                              | Queen                       |
| "Break on Trough (To the Other Side)" (tease)             | The Doors                   |
| "Danny's Song" (tease – cantata e suonata da John)        | Loggins and Messina         |
| "Dreamboy/Dreamgirl" (tease – cantata e suonata da John)  | Cynthia & Johnny O          |
| "D'yer Mak'er" (tease)                                    | Led Zeppelin                |
| "Come Together" (tease – cantata da Anthony)              | The Beatles                 |
| "Fopp" (tease)                                            | Ohio Players                |
| "Hardcore Jollies" (tease/jam)                            | Funkadelic                  |
| "Havana Affair"                                           | Ramones                     |
| "Hey Joe"                                                 | The Jimi Hendrix Experience |
| "I Remember You" (tease – cantata e suonata da John)      | Ramones                     |
| "Latest Disgrace" (tease pre-Parallel Universe)           | Fugazi                      |
| "Little Wing" (tease)                                     | The Jimi Hendrix Experience |
| "London Calling" (tease pre-Right on Time)                | The Clash                   |
| "Marquee Moon"                                            | Television                  |
| "Neighborhood Threat" (tease – cantata e suonata da John) | Iggy Pop                    |
| "Orange Claw Hammer" (tease – suonata da Flea)            | Captain Beefheart           |
| "Red Hot Mama" (tease)                                    | Funkadelic                  |
| "Set the Controls for the Heart of the Sun"               | Pink Floyd                  |
| "Shadowplay" (tease/jam)                                  | Joy Division                |
| "Show of Strength" (tease)                                | Echo and Bunnymen           |
| "Smells Like Teen Spirit" (fino al ritornello)            | Nirvana                     |
| "Sunday Bloody Sunday" (tease – suonata da Chad)          | U2                          |
| "Terrapin" (tease – suonata da John)                      | Syd Barrett                 |
| "The Guns of Brixton" (tease)                             | The Clash                   |
| "The Ocean" (tease)                                       | Led Zeppelin                |
| "The Rover" (tease)                                       | Led Zeppelin                |
| "Third Stone from the Sun" (tease)                        | Jimi Hendrix                |
| "Untitled #2" (tease – cantata e suonata da John)         | John Frusciante             |
| "Waiting Room"                                            | Fugazi                      |
| "What is Soul?" (tease)                                   | Funkadelic                  |
| "Your Gonna Get Yours" (tease)                            | Public Enemy                |
| "Your Song" (tease – suonata da John)                     | Elton John                  |

## Date
| Data              | Città             | Nazione       | Luogo                                   |
| ----------------- | ----------------- | ------------- | --------------------------------------- |
| Europa            |                   |               |                                         |
| 4 giugno 2022     | Siviglia          | Spagna        | Stadio de la Cartuja                    |
| 7 giugno 2022     | Barcellona        | Spagna        | Stadio olimpico Lluís Companys          |
| 10 giugno 2022    | Nijmegen          | Paesi Bassi   | Goffertpark                             |
| 12 giugno 2022    | Bratislava        | Slovacchia    | Tehelné Pole                            |
| 15 giugno 2022    | Budapest          | Ungheria      | Puskás Aréna                            |
| 18 giugno 2022    | Firenze           | Italia        | Ippodromo delle Cascine                 |
| 22 giugno 2022    | Manchester        | Inghilterra   | Old Trafford                            |
| 25 giugno 2022    | Londra            | Inghilterra   | London Stadium                          |
| 26 giugno 2022    | Londra            | Inghilterra   | London Stadium                          |
| 29 giugno 2022    | Dublino           | Irlanda       | Marlay Park                             |
| 3 luglio 2022     | Werchter          | Belgio        | Festivalpark Werchter                   |
| 5 luglio 2022     | Colonia           | Germania      | RheinEnergie Stadion                    |
| 8 luglio 2022     | Parigi            | Francia       | Stade de France                         |
| 9 luglio 2022     | Parigi            | Francia       | Stade de France                         |
| 12 luglio 2022    | Amburgo           | Germania      | Volksparkstadion                        |
| Nord America      |                   |               |                                         |
| 23 luglio 2022    | Denver            | Stati Uniti   | Empower Field at Mile High              |
| 27 luglio 2022    | San Diego         | Stati Uniti   | Petco Park                              |
| 29 luglio 2022    | Santa Clara       | Stati Uniti   | Levi's Stadium                          |
| 31 luglio 2022    | Inglewood         | Stati Uniti   | SoFi Stadium                            |
| 3 agosto 2022     | Seattle           | Stati Uniti   | T-Mobile Park                           |
| 6 agosto 2022     | Paradise          | Stati Uniti   | Allegiant Stadium                       |
| 10 agosto 2022    | Cumberland        | Stati Uniti   | Truist Park                             |
| 12 agosto 2022    | Nashville         | Stati Uniti   | Nissan Stadium                          |
| 14 agosto 2022    | Detroit           | Stati Uniti   | Comerica Park                           |
| 17 agosto 2022    | East Rutherford   | Stati Uniti   | MetLife Stadium                         |
| 19 agosto 2022    | Chicago           | Stati Uniti   | Soldier Field                           |
| 21 agosto 2022    | Toronto           | Canada        | Rogers Centre                           |
| 30 agosto 2022    | Miami Gardens     | Stati Uniti   | Hard Rock Stadium                       |
| 1º settembre 2022 | Charlotte         | Stati Uniti   | Bank of America Stadium                 |
| 3 settembre 2022  | Philadelphia      | Stati Uniti   | Citizens Bank Park                      |
| 8 settembre 2022  | Washington D.C.   | Stati Uniti   | Nationals Park                          |
| 10 settembre 2022 | Boston            | Stati Uniti   | Fenway Park                             |
| 15 settembre 2022 | Orlando           | Stati Uniti   | Camping World Stadium                   |
| 18 settembre 2022 | Arlington         | Stati Uniti   | Globe Life Field                        |
| 25 settembre 2022 | Louisville        | Stati Uniti   | Kentucky Exposition Center              |
| 9 ottobre 2022    | Austin            | Stati Uniti   | Zilker Park                             |
| 16 ottobre 2022   | Austin            | Stati Uniti   | Zilker Park                             |
| Oceania           |                   |               |                                         |
| 21 gennaio 2023   | Auckland          | Nuova Zelanda | Mount Smart Stadium                     |
| 26 gennaio 2023   | Dunedin           | Nuova Zelanda | Forsyth Barr Stadium                    |
| 29 gennaio 2023   | Brisbane          | Australia     | Lang Park                               |
| 2 febbraio 2023   | Sydney            | Australia     | Accor Stadium                           |
| 4 febbraio 2023   | Sydney            | Australia     | Accor Stadium                           |
| 7 febbraio 2023   | Melbourne         | Australia     | Docklands Stadium                       |
| 9 febbraio 2023   | Melbourne         | Australia     | Docklands Stadium                       |
| 12 febbraio 2023  | Perth             | Australia     | Optus Stadium                           |
| Asia              |                   |               |                                         |
| 16 febbraio 2023  | Kallang           | Singapore     | Singapore National Stadium              |
| 19 febbraio 2023  | Tokyo             | Giappone      | Tokyo Dome                              |
| 21 febbraio 2023  | Osaka             | Giappone      | Osaka-jō Hall                           |
| Nord America      |                   |               |                                         |
| 19 marzo 2023     | Città del Messico | Messico       | Foro Sol                                |
| 29 marzo 2023     | Vancouver         | Canada        | BC Place                                |
| 1º aprile 2023    | Las Vegas         | Stati Uniti   | Allegiant Stadium                       |
| 6 aprile 2023     | Fargo             | Stati Uniti   | Fargodome                               |
| 8 aprile 2023     | Minneapolis       | Stati Uniti   | U.S. Bank Stadium                       |
| 14 aprile 2023    | Syracuse          | Stati Uniti   | JMA Wireless Dome                       |
| 12 maggio 2023    | San Diego         | Stati Uniti   | Snapdragon Stadium                      |
| 14 maggio 2023    | Phoenix           | Stati Uniti   | State Farm Stadium                      |
| 17 maggio 2023    | San Antonio       | Stati Uniti   | Alamodome                               |
| 19 maggio 2023    | Gulf Shores       | Stati Uniti   | Hangout Music Festival                  |
| 25 maggio 2023    | Houston           | Stati Uniti   | Minute Maid Park                        |
| 28 maggio 2023    | Napa              | Stati Uniti   | Napa Valley Expo                        |
| Europa            |                   |               |                                         |
| 18 giugno 2023    | Landgraaf         | Paesi Bassi   | Megaland                                |
| 21 giugno 2023    | Varsavia          | Polonia       | PGE Narodowy                            |
| 24 giugno 2023    | Odense            | Danimarca     | Tusindårsskoven                         |
| 26 giugno 2023    | Mannheim          | Germania      | Maimarktgelände                         |
| 30 giugno 2023    | Werchter          | Belgio        | Werchter Festivalpark                   |
| 2 luglio 2023     | Milano            | Italia        | Ippodromo la Maura                      |
| 6 luglio 2023     | Lisbona           | Portogallo    | Passeio Marítimo de Algés               |
| 8 luglio 2023     | Madrid            | Spagna        | Valdebebas                              |
| 11 luglio 2023    | Lione             | Francia       | Parc Olympique Stadium                  |
| 14 luglio 2023    | Vienna            | Austria       | Ernst Happel Stadion                    |
| 17 luglio 2023    | Bretagna          | Francia       | Carhaix-Plouguer                        |
| 21 luglio 2023    | Londra            | Inghilterra   | Tottenham Hotspur Stadium               |
| 23 luglio 2023    | Glasgow           | Scozia        | Hampden Park                            |
| Nord America      |                   |               |                                         |
| 6 agosto 2023     | Chicago           | Stati Uniti   | Grant Park                              |
| 27 settembre 2023 | Hershey           | Stati Uniti   | Hersheypark Stadium                     |
| 30 settembre 2023 | Bridgeport        | Stati Uniti   | Seaside Park                            |
| Sud America       |                   |               |                                         |
| 31 ottobre 2023   | San José          | Costa Rica    | Estadio Nacional de Costa Rica          |
| 4 novembre 2023   | Rio de Janeiro    | Brasile       | Estádio Olímpico Nilton Santos          |
| 7 novembre 2023   | Brasilia          | Brasile       | Arena BRB Mané Garrincha                |
| 10 novembre 2023  | San Paolo         | Brasile       | Stadio Morumbi                          |
| 13 novembre 2023  | Curitiba          | Brasile       | Estádio Couto Pereira                   |
| 16 novembre 2023  | Porto Alegre      | Brasile       | Arena do Grêmio                         |
| 19 novembre 2023  | Santiago del Cile | Cile          | Movistar Arena                          |
| 21 novembre 2023  | Santiago del Cile | Cile          | Movistar Arena                          |
| 24 novembre 2023  | Buenos Aires      | Argentina     | Estadio Mâs Monumental                  |
| 26 novembre 2023  | Buenos Aires      | Argentina     | Estadio Mâs Monumental                  |
| Nord America      |                   |               |                                         |
| 23 febbraio 2024  | Tempe             | Stati Uniti   | Tempe Beach Park & Arts Park            |
| Asia              |                   |               |                                         |
| 18 maggio 2024    | Tokyo             | Giappone      | Tokyo Dome                              |
| 20 maggio 2024    | Tokyo             | Giappone      | Tokyo Dome                              |
| Nord America      |                   |               |                                         |
| 28 maggio 2024    | Ridgefield        | Stati Uniti   | RV Inn Style Resorts Amphitheater       |
| 31 maggio 2024    | George            | Stati Uniti   | The Gorge Amphitheatre                  |
| 2 giugno 2024     | Wheatland         | Stati Uniti   | Toyota Amphitheatre                     |
| 5 giugno 2024     | West Valley City  | Stati Uniti   | USANA Amphitheatre                      |
| 7 giugno 2024     | Albuquerque       | Stati Uniti   | Isleta Amphitheater                     |
| 15 giugno 2024    | Manchester        | Stati Uniti   | Great Stage Park                        |
| 18 giugno 2024    | West Palm Beach   | Stati Uniti   | iTHINK Financial Amphitheatre           |
| 21 giugno 2024    | Tampa             | Stati Uniti   | MIDFLORIDA Credit Union Amphitheatre    |
| 26 giugno 2024    | Raleigh           | Stati Uniti   | Coastal Credit Union Music Park         |
| 28 giugno 2024    | Virginia Beach    | Stati Uniti   | Veterans United Home Loans Amphitheater |
| 2 luglio 2024     | Burgettstown      | Stati Uniti   | The Pavilion at Star Lake               |
| 5 luglio 2024     | Cincinnati        | Stati Uniti   | Riverbend Music Center                  |
| 12 luglio 2024    | Darien Center     | Stati Uniti   | Darien Lake Performing Arts Center      |
| 15 luglio 2024    | Toronto           | Canada        | Budweiser Stage                         |
| 17 luglio 2024    | Toronto           | Canada        | Budweiser Stage                         |
| 20 luglio 2024    | Saint Paul        | Stati Uniti   | Harriet Island Regional Park            |
| 22 luglio 2024    | Cuyahoga Falls    | Stati Uniti   | Blossom Music Center                    |
| 25 luglio 2024    | Noblesville       | Stati Uniti   | Ruoff Music Center                      |
| 27 luglio 2024    | Milwaukee         | Stati Uniti   | Veterans Park                           |
| 30 luglio 2024    | Saint Louis       | Stati Uniti   | Hollywood Casino Amphitheatre           |

## Concerti annullati o spostati
| Data           | Città    | Nazione | Sede              | Motivo |
| -------------- | -------- | ------- | ----------------- | --- |
| Europa         |          |         |                   | |
| 2023           | Tel Aviv | Israele | Yarkon Park       | Cancellato a causa di un conflitto di programmi.                                                                          |
| 1º luglio 2022 | Glasgow  | Scozia  | Bellahouston Park | Cancellato a causa di una "malattia" emersa all'interno della band e riprogrammato per il 23 luglio 2023 ad Hampden Park. |

## Artisti e gruppi d'apertura
- Beck
- Thundercat
- Nas
- A$AP Rocky
- Anderson Paak & Free Nationals
- Haim
- The Strokes
- King Princess
- St. Vincent
- Post Malone
- City and Colour
- The Mars Volta
- Iggy Pop
- The Roots

## Formazione
- Anthony Kiedis - voce
- John Frusciante - chitarra, voce e cori
- Flea - basso, cori e voce (in Pea)
- Chad Smith - batteria e percussioni

### Altri musicisti
- Chris Warren - tastiere, batteria elettronica e percussioni